# 于梓貝
于梓貝（1995年2月15日—），畢業于星海音乐学院现代音乐系音乐制作专业。2017年，于梓貝参加《中國新歌聲（第二季）》，最終成為陳奕迅戰隊七強學員，陳奕迅更罕有地讚她「在華人音樂的流行樂壇，很少聽到那麼有律動的聲音」。2021年，于梓貝参加《2021中国好声音》，最終成為李榮浩戰隊三強學員。